# Perisama zurita
Perisama zurita är en fjärilsart som beskrevs av Hans Fruhstorfer 1916. Perisama zurita ingår i släktet Perisama och familjen praktfjärilar. Inga underarter finns listade i Catalogue of Life.